# پاچمارهی
پاچمارهی (به انگلیسی: Pachmarhi) یک منطقهٔ مسکونی در هند است که در هوشنگ‌آباد واقع شده‌است. پاچمارهی ۱٬۰۶۷ متر بالاتر از سطح دریا واقع شده‌است.